# Holomitrium angolense
Holomitrium angolense är en bladmossart som beskrevs av Potier de la Varde 1949. Holomitrium angolense ingår i släktet Holomitrium och familjen Dicranaceae. Inga underarter finns listade i Catalogue of Life.